# Lista odcinków serialu The Last Man on Earth
Poniżej znajduje się lista odcinków serialu telewizyjnego The Last Man on Earth – emitowanego przez amerykańską stację telewizyjną  FOX od 1 marca 2015 roku do 6 maja 2018 roku Powstały cztery serię, które łącznie liczą 67 odcinków. W Polsce nie był jeszcze emitowany.
| Sezon | Sezon | Odcinki | Oryginalna emisja   | Oryginalna emisja | Oryginalna emisja | Oryginalna emisja | Oryginalna emisja |
| Sezon | Sezon | Odcinki | Premiera sezonu     | Finał sezonu      | Premiera sezonu   | Finał sezonu      |                   |
| ----- | ----- | ------- | ------------------- | ----------------- | ----------------- | ----------------- | ----------------- |
|       | 1     | 13      | 1 marca 2015        | 3 maja 2015       | —                 | —                 |                   |
|       | 2     | 18      | 27 września 2015    | 15 maja 2016      | —                 | —                 |                   |
|       | 3     | 22      | 25 września 2016    | 7 maja 2017       | —                 | —                 |                   |
|       | 4     | 18      | 1 października 2017 | 6 maja 2018       | —                 | —                 |                   |

## Sezon 1 (2015)
| Nr | #  | Tytuł                          | Reżyseria                     | Scenariusz                | Premiera         | Premiera |
| -- | -- | ------------------------------ | ----------------------------- | ------------------------- | ---------------- | -------- |
| 1  | 1  | Alive in Tucson                | Phil Lord, Christopher Miller | Will Forte                | 1 marca 2015     |          |
| 2  | 2  | The Elephant in the Room       | Phil Lord, Christopher Miller | Will Forte                | 1 marca 2015     |          |
| 3  | 3  | Raisin Balls and Wedding Bells | Jason Woliner                 | Emily Spivey              | 8 marca 2015     |          |
| 4  | 4  | Sweet Melissa                  | Phil Traill                   | Liz Cackowski             | 15 marca 2015    |          |
| 5  | 5  | Dunk the Skunk                 | John Solomon                  | John Solomon              | 22 marca 2015    |          |
| 6  | 6  | Some Friggin' Fat Dude         | Michael Patrick Jann          | Tim McAuliffe             | 22 marca 2015    |          |
| 7  | 7  | She Drives Me Crazy            | Peter Atencio                 | David Noel                | 29 marca 2015    |          |
| 8  | 8  | Mooovin' In                    | Claire Scanlon                | Liz Cackowski             | 29 marca 2015    |          |
| 9  | 9  | The Do-Over                    | John Solomon                  | Tim McAuliffe             | 12 kwietnia 2015 |          |
| 10 | 10 | Pranks for Nothin              | Chris Koch                    | Emily Spivey              | 12 kwietnia 2015 |          |
| 11 | 11 | Moved to Tampa                 | Jason Woliner                 | Erik Durbin               | 19 kwietnia 2015 |          |
| 12 | 12 | The Tandyman Can               | Claire Scanlon                | Matt Marshall             | 26 kwietnia 2015 |          |
| 13 | 13 | Screw the Moon                 | John Solomon                  | Erik Durbin, John Solomon | 3 maja 2015      |          |

## Sezon 2 (2015-2016)
| Nr | #  | Tytuł                              | Reżyseria                    | Scenariusz                        | Premiera             | Premiera     |
| -- | -- | ---------------------------------- | ---------------------------- | --------------------------------- | -------------------- | ------------ |
| 14 | 1  | Is There Anybody Out There?        | John Solomon                 | David Noel, John Solomon          | 27 września 2015     | nieemitowany |
| 15 | 2  | The Boo                            | Jason Woliner                | Andy Bobrow                       | 4 października 2015  | nieemitowany |
| 16 | 3  | Dead Man Walking                   | John Solomon                 | Erik Durbin                       | 11 października 2015 | nieemitowany |
| 17 | 4  | C to the T                         | Matt Villines & Oz Rodriguez | Emily Spivey                      | 18 października 2015 | nieemitowany |
| 18 | 5  | Crickets                           | Jason Woliner                | Tim McAuliffe                     | 25 października 2015 | nieemitowany |
| 19 | 6  | A Real Live Wire                   | Jason Woliner                | Erica Rivinoja                    | 8 listopada 2015     | nieemitowany |
| 20 | 7  | Baby Steps                         | John Solomon                 | Matt Marshall                     | 15 listopada 2015    | nieemitowany |
| 21 | 8  | No Bull                            | Payman Benz                  | Liz Cackowski                     | 22 listopada 2015    | nieemitowany |
| 22 | 9  | Secret Santa                       | Nick Jasenovec               | Kira Kalush                       | 6 grudnia 2015       | nieemitowany |
| 23 | 10 | Silent Night                       | Jason Woliner                | Tim McAuliffe                     | 13 grudnia 2015      | nieemitowany |
| 24 | 11 | Pitch Black                        | John Solomon                 | David Noel, John Solomon          | 6 marca 2016         | nieemitowany |
| 25 | 12 | Valhalla                           | Payman Benz                  | Erica Rivinoja                    | 13 marca 2016        | nieemitowany |
| 26 | 13 | Fish in the Dish                   | Jared Hess                   | Liz Cackowski                     | 3 kwietnia 2016      | nieemitowany |
| 27 | 14 | Skidmark                           | Claire Scanlon               | Kira Kalush, Matt Marshall        | 10 kwietnia 2016     | nieemitowany |
| 28 | 15 | Fourth Finger                      | Jason Woliner                | Erik Durbin                       | 17 kwietnia 2016     | nieemitowany |
| 29 | 16 | Falling Slowly                     | David Noel                   | David Noel, John Solomon          | 24 kwietnia 2016     | nieemitowany |
| 30 | 17 | Smart and Stupid                   | Payman Benz                  | Emily Spivey                      | 8 maja 2016          | nieemitowany |
| 31 | 18 | 30 Years of Science Down the Tubes | John Solomon                 | Edward Voccola, Maxwell R. Kesser | 15 maja 2016         | nieemitowany |

## Sezon 3 (2016-2017)
| Nr | #  | Tytuł                                       | Reżyseria     | Scenariusz                  | Premiera             | Premiera     |
| -- | -- | ------------------------------------------- | ------------- | --------------------------- | -------------------- | ------------ |
| 32 | 1  | General Breast Theme with Cobras            | John Solomon  | David Noel, John Solomon    | 25 września 2016     | nieemitowany |
| 33 | 2  | The Wild Guess Express                      | Peter Atencio | Andy Bobrow                 | 2 października 2016  | nieemitowany |
| 34 | 3  | You're All Going to Diet                    | Jason Woliner | Tim McAuliffe               | 16 października 2016 | nieemitowany |
| 35 | 4  | Five Hoda Kotbs                             | David Noel    | Emily Spivey                | 23 października 2016 | nieemitowany |
| 36 | 5  | The Power of Power                          | Peter Atencio | Matt Marshall               | 6 listopada 2016     | nieemitowany |
| 37 | 6  | The Open-Ended Nature of Unwitnessed Deaths | John Solomon  | Liz Cackowski               | 13 listopada 2016    | nieemitowany |
| 38 | 7  | Mama's Hideaway                             | Payman Benz   | Kira Kalush                 | 20 listopada 2016    | nieemitowany |
| 39 | 8  | Whitney Houston, We Have a Problem          | David Noel    | Tim McAuliffe, David Noel   | 4 grudnia 2016       | nieemitowany |
| 40 | 9  | If You're Happy and You Know It             | Jason Woliner | Erik Durbin, Will Forte     | 11 grudnia 2016      | nieemitowany |
| 41 | 10 | Got Milk?                                   | John Solomon  | Maxwell R. Kessler          | 5 marca 2017         | nieemitowany |
| 42 | 11 | The Spirit of St. Lewis                     | John Solomon  | Liz Cackowski, John Solomon | 12 marca 2017        | nieemitowany |
| 43 | 12 | Hair of the Dog                             | Payman Benz   | Edward Voccola              | 19 marca 2017        | nieemitowany |
| 44 | 13 | Find This Thing We Need To                  | Steve Day     | Erik Durbin, Tim McAuliffe  | 26 marca 2017        | nieemitowany |
| 45 | 14 | Point Person Knows Best                     | Maggie Carey  | Jeff Vanderkruik            | 2 kwietnia 2017      | nieemitowany |
| 46 | 15 | Name 20 Picnics... Now!                     | David Noel    | Matt Marshall               | 23 kwietnia 2017     | nieemitowany |
| 47 | 16 | The Big Day                                 | Nisha Ganatra | Erica Rivinoja              | 30 kwietnia 2017     | nieemitowany |
| 48 | 17 | When the Going Gets Tough                   | Payman Benz   | Tim McAuliffe               | 7 maja 2017          | nieemitowany |
| 49 | 18 | Nature's Horchata                           | David Noel    | Kira Kalush                 | 7 maja 2017          | nieemitowany |

## Sezon 4 (2017-2018)
| Nr | #  | Tytuł                      | Reżyseria       | Scenariusz                   | Premiera             |
| -- | -- | -------------------------- | --------------- | ---------------------------- | -------------------- |
| 50 | 1  | M.U.B.A.R.                 | John Solomon    | Rich Blomquist, John Solomon | 1 października 2017  |
| 51 | 2  | Stocko Syndrome            | David Noel      | Megan Ganz, Tim McAuliffe    | 8 października 2017  |
| 52 | 3  | Skeleton Crew              | John Solomon    | Kassia Miller                | 15 października 2017 |
| 53 | 4  | Wisconsin                  | Jennifer Arnold | Matt Marshall                | 22 października 2017 |
| 54 | 5  | La Abuela                  | David Noel      | Kira Kalush                  | 5 listopada 2017     |
| 55 | 6  | Double Cheeseburger        | Lucia Aniello   | Emma Rathbone                | 12 listopada 2017    |
| 56 | 7  | Gender Friender            | Kristen Schaal  | Rich Blomquist               | 19 listopada 2017    |
| 57 | 8  | Not Appropriate for Miners | Jared Hess      | Arielle Diaz, Megan Ganz     | 3 grudnia 2017       |
| 58 | 9  | Karl                       | Jason Woliner   | Kassia Miller                | 7 stycznia 2018      |
| 59 | 10 | Paint Misbehavin'          | Payman Benz     | Matt Marshall                | 14 stycznia 2018     |
| 60 | 11 | Hamilton/Berg              | David Noel      | Kira Kalush                  | 18 marca 2018        |
| 61 | 12 | Señor Clean                | Maggie Carey    | Maxwell R. Kessler           | 25 marca 2018        |
| 62 | 13 | Release the Hounds         | Steve Day       | Megan Ganz                   | 1 kwietnia 2018      |
| 63 | 14 | Special Delivery           | Jason Woliner   | Emma Rathbone                | 8 kwietnia 2018      |
| 64 | 15 | Designated Survivors       | Payman Benz     | Edward Voccola               | 15 kwietnia 2018     |
| 65 | 16 | The Blob                   | David Noel      | Tim McAuliffe, David Noel    | 22 kwietnia 2018     |
| 66 | 17 | Barbara Ann                |                 |                              | 29 kwietnia 2018     |
| 67 | 18 | Cancun, Baby!              | Nisha Ganatra   | Rich Blomquist, John Solomon | 6 maja 2018          |